# アンドリュー・フォーム
アンドリュー・フォーム（Andrew Form、1969年2月3日 - ）は米国の映画製作者。
作品「13日の金曜日」、「ミュータント・タートルズ 」、「パージ」でよく知られている。マイケル・ベイ、ブラッド・フラーとともにプラチナム・デューンズ社を共同で設立した。

## 経歴
フォームは映画監督のジェリー・ブラッカイマーと、ブラッカイマーが師事したドン・シンプソンのもとで制作アシスタントとして映画界で働き始めた。
2001年、映画監督のマイケル・ベイ、ブラッド・フラーとともに制作会社プラチナム・デューンズ社を設立。 
プラチナム・デューンズは、「テキサス・チェーンソー」（2003年）、「悪魔の棲む家」（2005年）、「13日の金曜日」（2009年）、「エルム街の悪夢」（2010年）など、人気ホラー映画のリブートを製作したことで知られている。
また、「パージ」「呪い襲い殺す」（2014年）、「クワイエット・プレイス」（2018年）とその2020年の続編などのオリジナル映画シリーズの製作でも知られている。 テレビシリーズ「ブラック・セイルズ」（2014～2017年）、「ジャック・ライアン」（2018年～）の共同製作を担当。 2015年にハリウッド・リポーターが「ハリウッドで最もパワフルな映画製作者30」の1人として選出した。
2018年、フォームとフラーはフリーフォームドエンターテインメントを一緒に立ち上げた。同社はパラマウント・ピクチャーズと2019年から3年間の契約を結んだ。 フォームは2020年にこのベンチャーを去り、ジョン・クラシンスキーのサンデーナイトプロダクションズに参加するための交渉に入った。
また、クラシンスキーが脚本・監督・主演を務め2024年に米国で公開予定の映画「クワイエット・プレイス:DAY 1」のプロデューサーを務めている。

## 私生活
フォームは、制作したテキサス・チェーンソー ビギニングのセットで、女優のジョーダナ・ブリュースターと出会い、2006年11月4日に婚約を発表し、2007年5月6日にバハマで結婚した。2013年9月に長男が生まれ、2016年6月に次男が生まれた。ブリュースターは2020年半ばに離婚を申請し、2021年6月に離婚が成立した。フォームは2021年12月2日にアレクサンドラ・ダダリオとの婚約が発表された。 2人は2022年6月に結婚した。

## 作品
| 製作年    | 作品名                                               | クレジット |                      |
| --------- | ---------------------------------------------------- | ---------- | -------------------- |
| 1995      | The Making of Crimson Tide                           | 製作       | 短編ドキュメンタリー |
| 1997      | Trading Favors                                       | 製作       |                      |
| 1998      | Kissing a Fool                                       | 製作       |                      |
| 2001      | The Shrink Is In                                     | 製作       |                      |
| 2003      | テキサス・チェーンソー                               | 製作総指揮 |                      |
| 2005      | 悪魔の棲む家                                         | 製作       |                      |
| 2006      | テキサス・チェーンソー ビギニング                    | 製作       |                      |
| 2007      | ヒッチャー                                           | 製作       |                      |
| 2009      | アンボーン                                           | 製作       |                      |
| 2009      | ホースメン                                           | 製作       |                      |
| 2009      | 13日の金曜日                                         | 製作       |                      |
| 2010      | エルム街の悪夢 (2010年の映画)                        | 製作       |                      |
| 2013      | パージ                                               | 製作       |                      |
| 2013      | Occult                                               | 製作総指揮 | TV映画               |
| 2014      | Black Sails/ブラック・セイルズ                       | 製作総指揮 | TVシリーズ、3話      |
| 2014      | パージ:アナーキー                                    | 製作       |                      |
| 2014      | ミュータント・タートルズ                             | 製作       |                      |
| 2014      | 呪い襲い殺す                                         | 製作       |                      |
| 2015      | プロジェクト・アルマナック                           | 製作       |                      |
| 2014–2015 | ザ・ラストシップ                                     | 製作総指揮 | TVシリーズ、15話     |
| 2016      | ミュータント・ニンジャ・タートルズ：影＜シャドウズ＞ | 製作       |                      |
| 2016      | パージ:大統領令                                      | 製作       |                      |
| 2016      | ウィジャ ビギニング 〜呪い襲い殺す〜                 | 製作       |                      |
| 2018      | クワイエット・プレイス                               | 製作       |                      |
| 2018      | パージ:エクスペリメント                              | 製作       |                      |
| 2018      | スレンダーマン 奴を見たら、終わり                    | 製作       |                      |
| 2020      | クワイエット・プレイス 破られた沈黙                  | 製作       |                      |
| 2021      | フォーエバー・パージ                                 | 製作       |                      |
| 2024      | ブルー きみは大丈夫                                  | 製作       |                      |
| 2024      | 7A号室                                               | 製作       |                      |